# Tyler Farrar

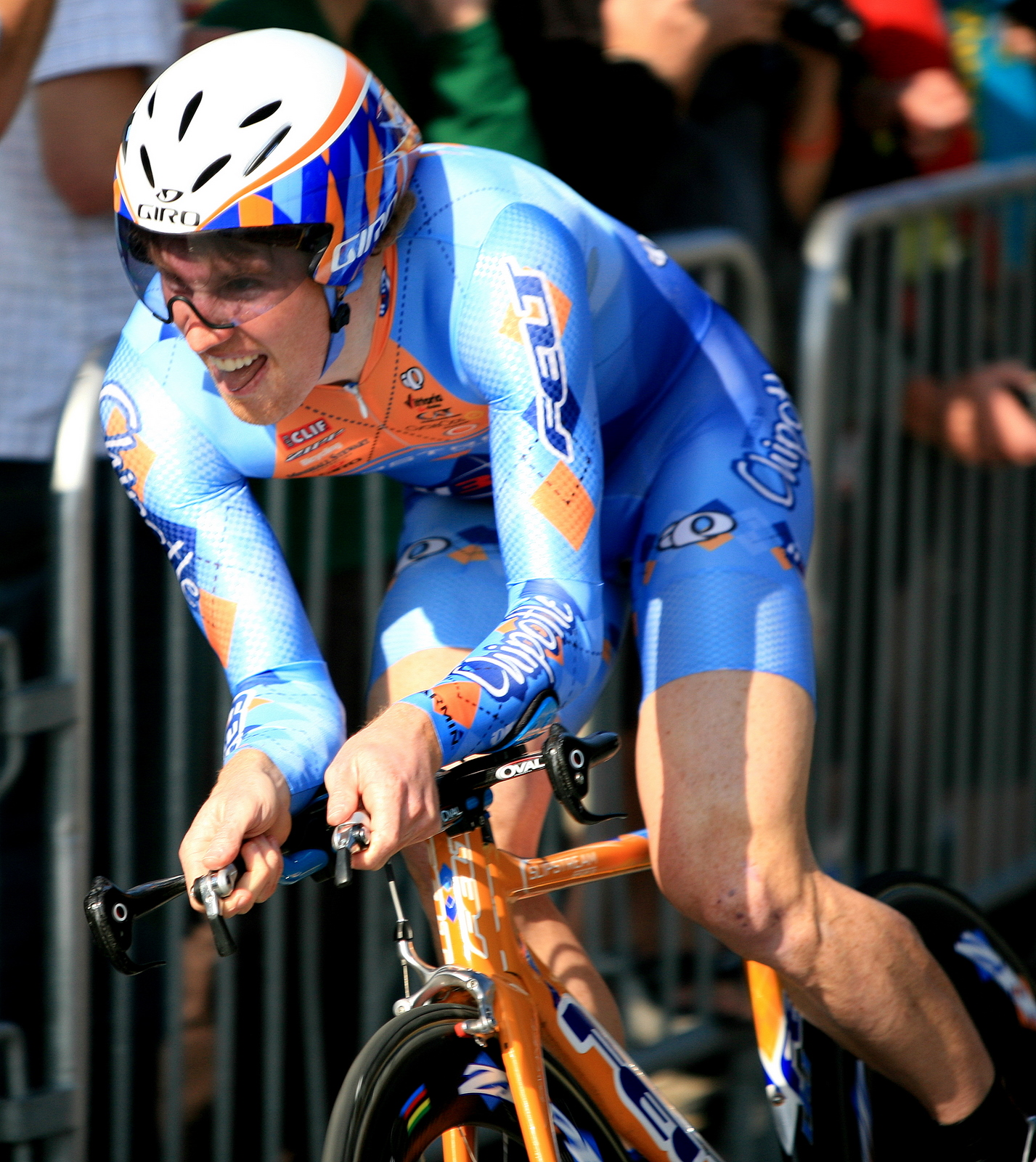
Tyler Farrar a la Volta a Califòrnia 2008

Tyler Farrar (Wenatchee, Washington, 2 de juny de 1984) és un ciclista estatunidenc, professional des del 2003. Actualment corre amb l'equip Dimension Data.
Les seves victòries més importants fins al moment són dues Vattenfall Cyclassics, el 2009 i 2010, tres etapes de la Volta a Espanya, una el 2009 i dues el 2010, dues més al Giro d'Itàlia i una al Tour de França del 2011.

## Palmarès
- 2002
  - 1er al Tour de l'Abitibi
- 2004
  -  Campió dels Estats Units sub-23 en contrarellotge
  - Vencedor d'una etapa al Tour de l'Avenir
- 2005
  -  Campió dels Estats Units en Critèrium
  - Vencedor d'una etapa al Tour de l'Avenir
  - Vencedor d'una etapa a la Ronda de l'Isard d'Arieja
  - Vencedor d'una etapa a la Valley of the Sun Stage Race
- 2007
  - Vencedor d'una etapa del Gran Premi Internacional CTT Correios de Portugal
- 2008
  - 1er al Tour de les Bahames i vencedor de 2 etapes
  - Vencedor d'una etapa al Tour de Poitou-Charentes
- 2009
  - 1er a la Vattenfall Cyclassics
  - 1er a la Delta Tour Zeeland i vencedor d'una etapa
  - 1er al Circuit Franco-belga i vencedor de 2 etapes
  - Vencedor de 3 etapes del Tour del Benelux
  - Vencedor d'una etapa a la Volta a Espanya
  - Vencedor d'una etapa a la Tirreno-Adriatico
- 2010
  - 1er a la Vattenfall Cyclassics
  - 1er al Grote Scheldeprijs
  - 1er al Delta Tour Zeeland
  - Vencedor de 2 etapes al Giro d'Itàlia
  - Vencedor de 2 etapes a la Volta a Espanya
  - Vencedor d'una etapa dels Tres dies de La Panne
- 2011
  - 1r al Trofeu Palma de Mallorca
  - 1r al Trofeu Cala Millor
  - Vencedor d'una etapa al Tour de França
  - Vencedor d'una etapa de la Tirrena-Adriàtica
  - Vencedor d'una etapa de la Ster ZLM Toer
- 2012
  - Vencedor de 2 etapes al Tour del Colorado
- 2013
  - Vencedor d'una etapa a la Volta a Califòrnia
  - Vencedor d'una etapa a l'Eurométropole Tour
- 2014
  - Vencedor d'una etapa al Tour de Pequín

### Resultats al Giro d'Itàlia
- 2009. Abandona (15a etapa)
- 2010. Abandona (15a etapa). Vencedor de 2 etapes
- 2011. No surt (5a etapa). Decideix abandonar després de la mort del seu amic Wouter Weylandt
- 2012. Abandona (6a etapa)
- 2014. 147è de la classificació general

### Resultats al Tour de França
- 2009. 151è de la classificació general
- 2010. Abandona (12a etapa)
- 2011. 159è de la classificació general. Vencedor de la 3a etapa
- 2012. 151è de la classificació general
- 2015. 154è de la classificació general

### Resultats a la Volta a Espanya
- 2009. Abandona (12a etapa). Vencedor d'una etapa.
- 2010. 142è de la classificació general. Vencedor de 2 etapes
- 2011. Abandona (8a etapa)
- 2013. 124è de la classificació general.
- 2016. 155è de la classificació general